# 紀元前629年
紀元前629年（きげんぜん629ねん）は、西暦（ローマ暦）による年。紀元前1世紀の共和政ローマ末期以降の古代ローマにおいては、ローマ建国紀元125年として知られていた。紀年法として西暦（キリスト紀元）がヨーロッパで広く普及した中世時代初期以降、この年は紀元前629年と表記されるのが一般的となった。

## 他の紀年法
- 干支 : 壬辰
- 日本
  - 皇紀32年
  - 神武天皇32年
- 中国
  - 周 - 襄王23年
  - 魯 - 僖公31年
  - 斉 - 昭公4年
  - 晋 - 文公8年
  - 秦 - 穆公31年
  - 楚 - 成王43年
  - 宋 - 成公8年
  - 衛 - 成公6年
  - 陳 - 共公3年
  - 蔡 - 荘侯17年
  - 曹 - 共公24年
  - 鄭 - 文公44年
  - 燕 - 襄公29年
- 朝鮮
  - 檀紀1705年
- ユダヤ暦 : 3132年 - 3133年

## できごと

### 中国
- 魯が曹から済西の田土を割譲された。
- 晋が上下2軍を新設して5軍体制に改めた。
- 晋の趙衰が卿となった。
- 狄が衛を包囲し、衛は帝丘に遷都した。
- 鄭の公子瑕（中国語版）が楚に亡命した。